# Peter Waage
Peter Waage (ur. 29 czerwca 1833 we Flekkefjord, zm. 13 stycznia 1900 w Kristianii (ob. Oslo)) – norweski chemik, profesor Uniwersytetu w Oslo, który wspólnie ze swoim szwagrem Cato Guldbergiem odkrył i opublikował w 1864 prawo działania mas (zobacz historię odkrycia).